# G7 (grupa)
G7 (ang. Group of Seven), G8 (w latach 1997–2014), G6 (w latach 1975–1976) – grupa siedmiu państw (międzyrządowe forum polityczne), które tworzą największe rozwinięte gospodarki i demokracje na świecie: Stany Zjednoczone, Japonia, Niemcy, Wielka Brytania, Francja, Włochy i Kanada (od 1976). Przywódcy państw należących do G7 oraz przewodniczący Rady Europejskiej i przewodniczący Komisji Europejskiej (jako przedstawiciele Unii Europejskiej) spotykają się co roku na szczytach polityczno-gospodarczych. Lokalizacja szczytu zmieniała się rotacyjnie według następującej kolejności: Francja, Stany Zjednoczone (USA), Wielka Brytania, Niemcy, Japonia, Włochy, Kanada. W 2014 gospodarzem szczytu była Unia Europejska, a odbył się on w Brukseli. Od 1997 do 2014 członkiem grupy była także Rosja (w tym czasie grupa działała jako G8). Po aneksji Krymu przez Rosję i rozpoczęciu wojny w Donbasie pozostałe państwa grupy postanowiły zawiesić członkostwo Rosji, powracając do formuły G7. W czerwcu 2014 nie odbył się szczyt G8 w Rosji (w Soczi), ale – zamiast niego – szczyt G7 (bez udziału Rosji) w Brukseli. Formalnie Rosja została zawieszona 24 marca 2014.
W celu zwiększenia reprezentatywności forum od 2005 odbywają się spotkania określane jako G8+5, z udziałem przedstawicieli Chin, Brazylii, Indii, Meksyku i Południowej Afryki. Przed zaproszeniem Rosji do składu grupy (w 1997) odbywały się po szczytach G7 (od 1994) spotkania, określane wówczas jako G7+1, z przedstawicielami Rosji.
G7 nie jest organizacją międzynarodową, a jedynie grupą państw, których przywódcy spotykają się na swoistym forum polityczno-ekonomicznym. Ugrupowanie to nie posiada swoich stałych organów ani sformalizowanej struktury. Prezydencja w grupie obejmowana jest co roku przez kolejny kraj, który jest odpowiedzialny za organizację spotkań ministerialnych i szczytu, w którym uczestniczą szefowie tych państw.

## Protesty i krytyka G7/G8
Szczyty grupy są okazją do protestów organizowanych przez alterglobalistów. Po raz pierwszy protesty na dużą skalę odbyły się w Genui w 2001, kiedy jeden z demonstrantów, działacz anarchistyczny Carlo Giuliani, został zastrzelony przez policjanta. Duże protesty odbyły się także podczas szczytu G8 w 2005 roku w Szkocji.
Jednym z argumentów wysuwanych przez krytyków G7 jest jej niedemokratyczność. Grupa nie jest odpowiedzialna przed żadną międzynarodową organizacją i nie posiada formalnego statutu. Grupa, zdaniem krytyków, podejmuje jednostronnie decyzje, które mają globalne skutki dla wszystkich. Pozostała krytyka dotyczy odpowiedzialności krajów Północy za biedę krajów globalnego Południa. Bogate kraje odpowiadają, zdaniem krytyków, za problemy związane z globalizacją ekonomiczną, między innymi biedę i zadłużenie krajów rozwijających się, problemy ekologiczne, koncentrację kapitału w rękach korporacji i pojedynczych osób.

## Aktualne głowy państw i szefowie rządów oraz przedstawiciele Unii Europejskiej

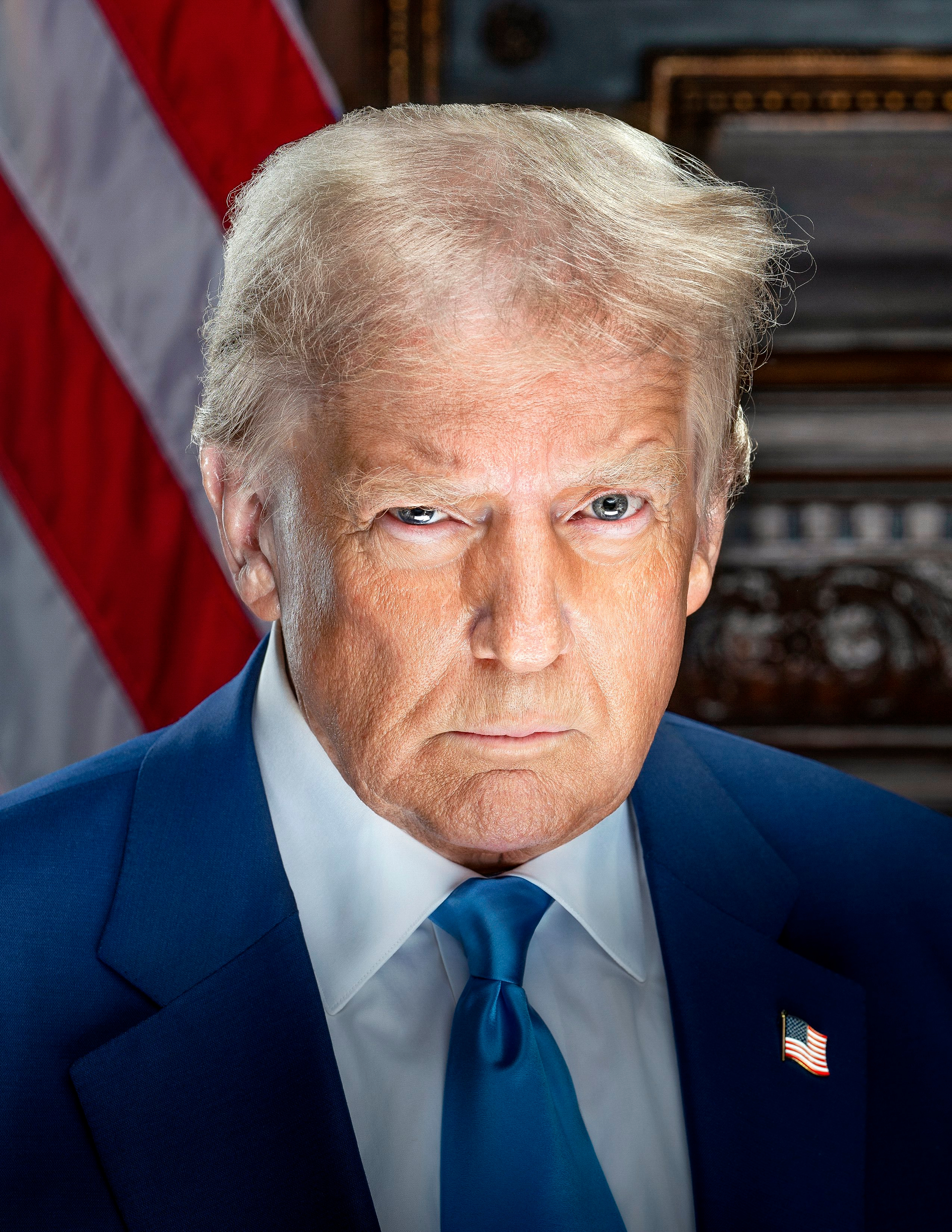
Stany Zjednoczone prezydent Donald Trump
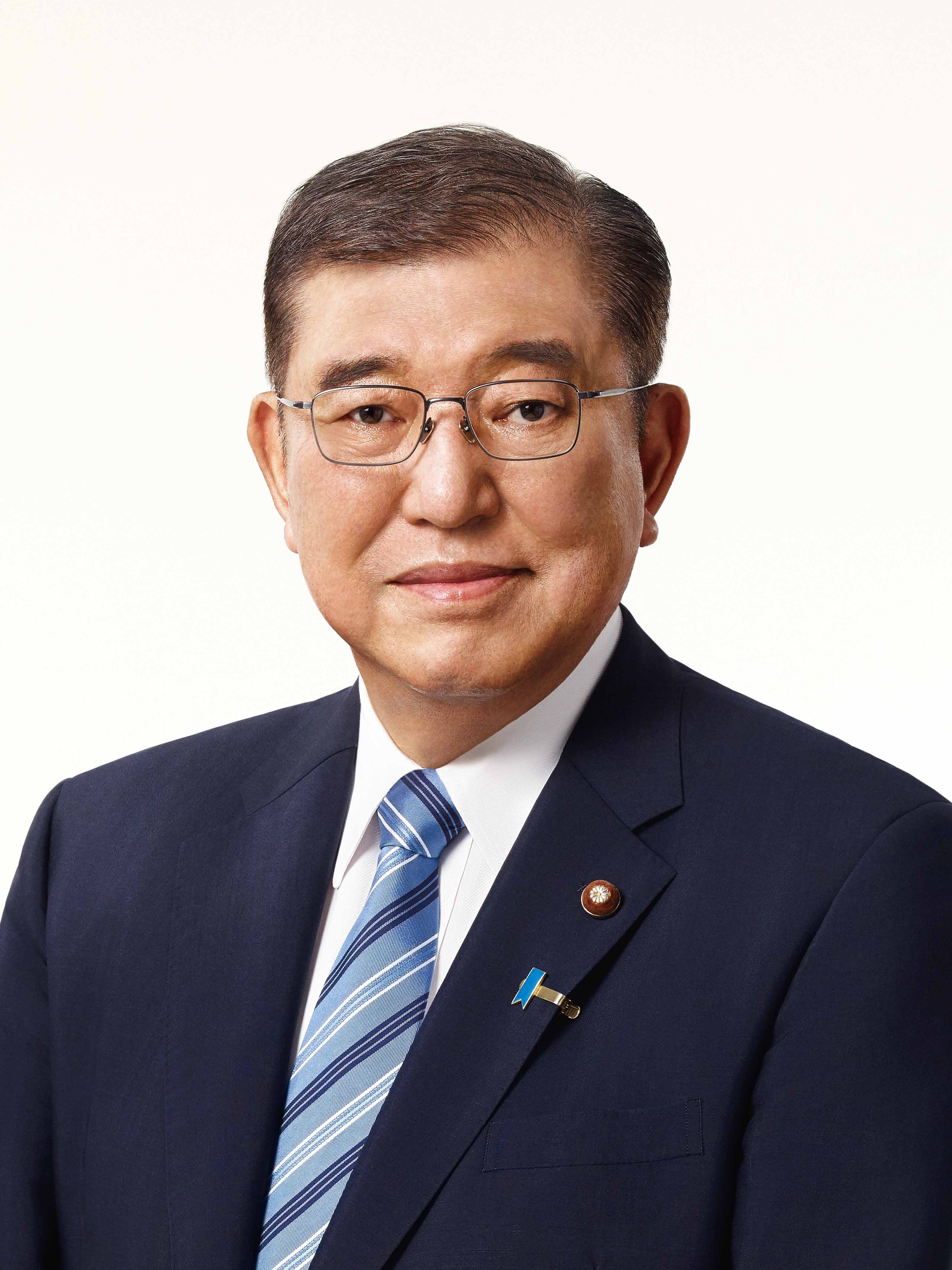
Japonia Shigeru Ishiba, premier
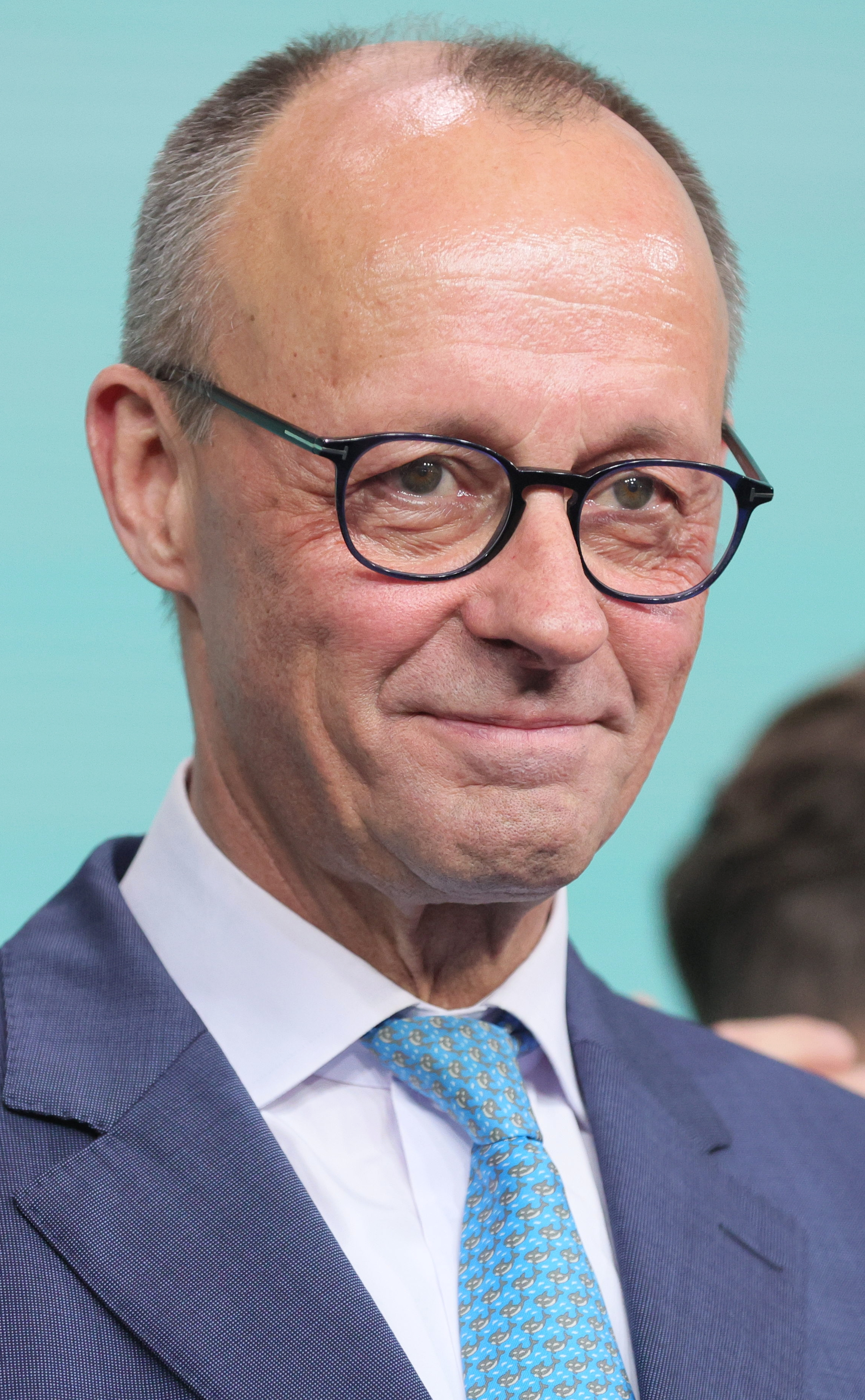
Niemcy Friedrich Merz, kanclerz
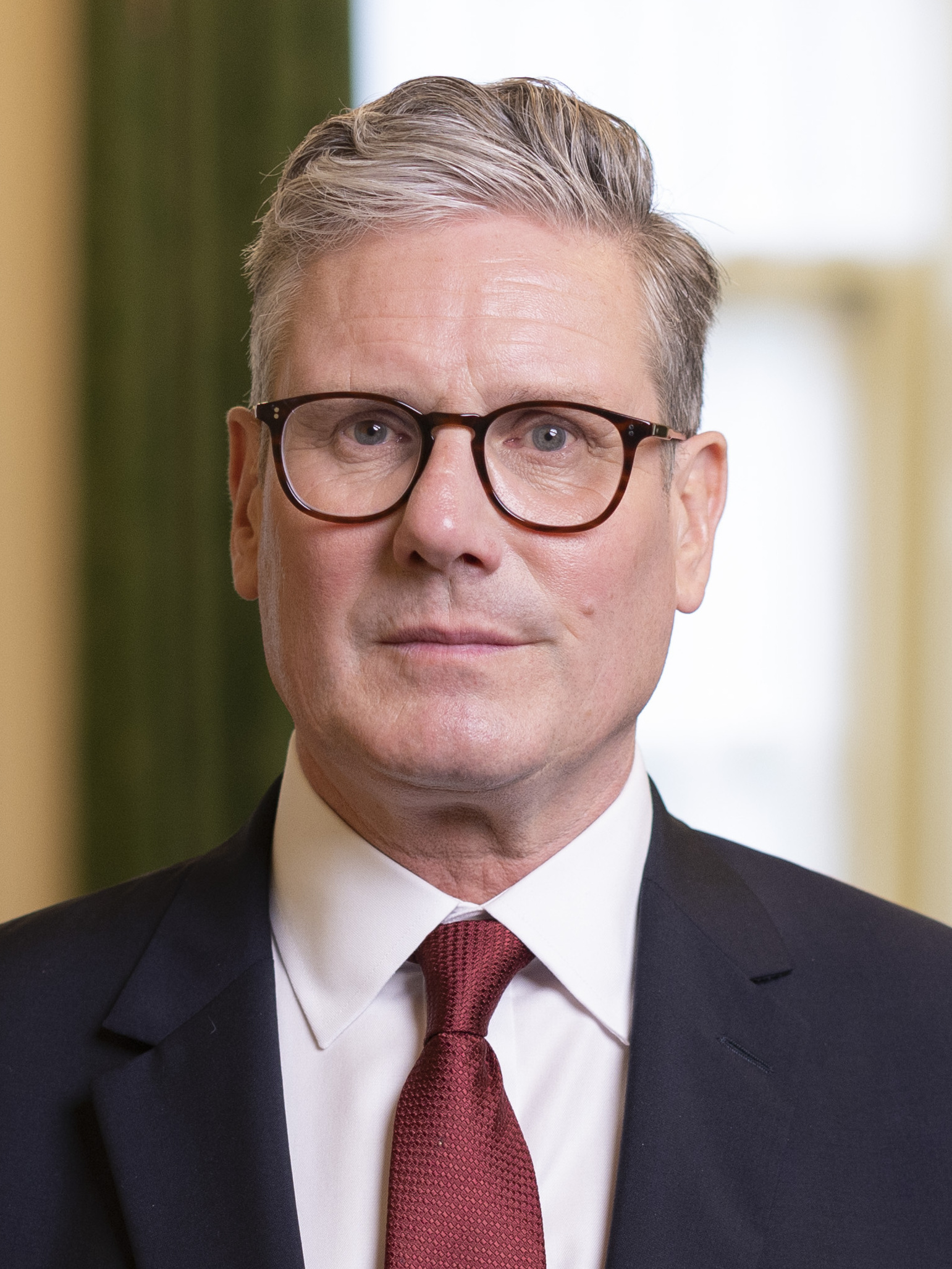
Wielka Brytania Keir Starmer, premier
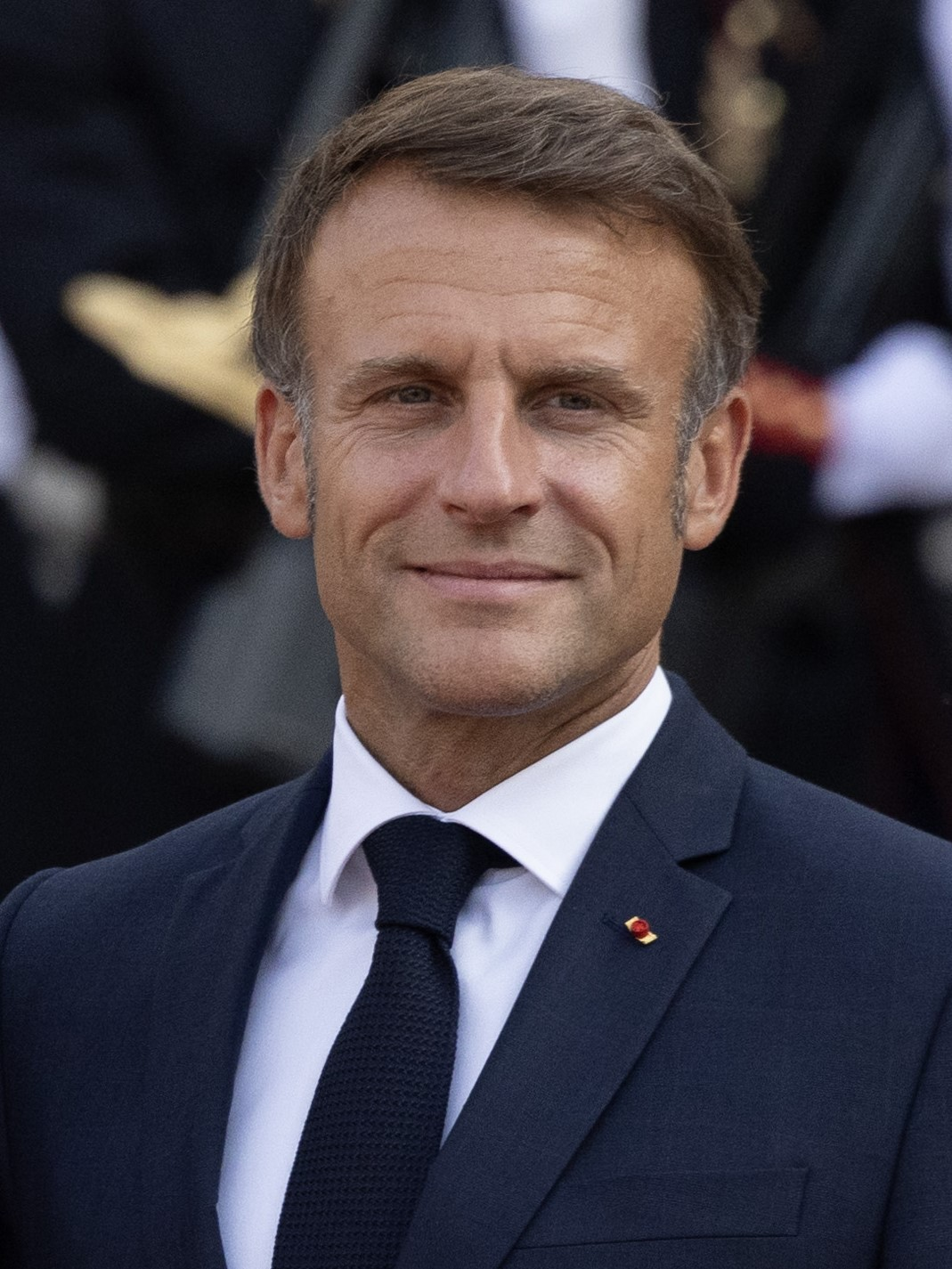
Francja Emmanuel Macron, prezydent
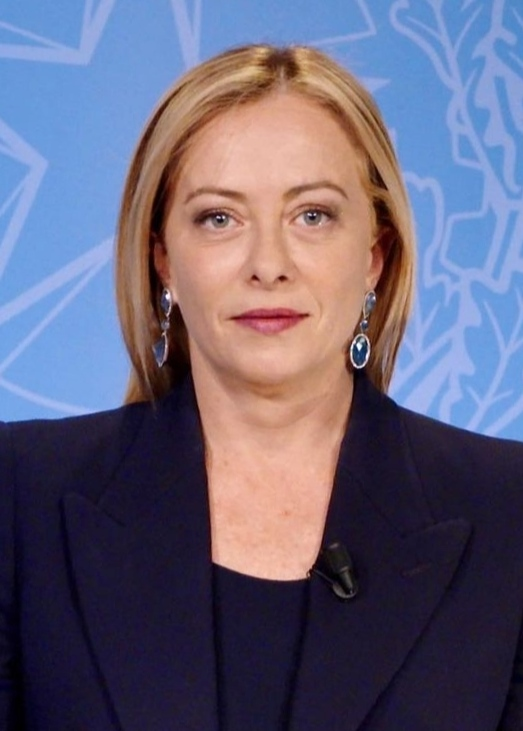
Włochy Giorgia Meloni, premier
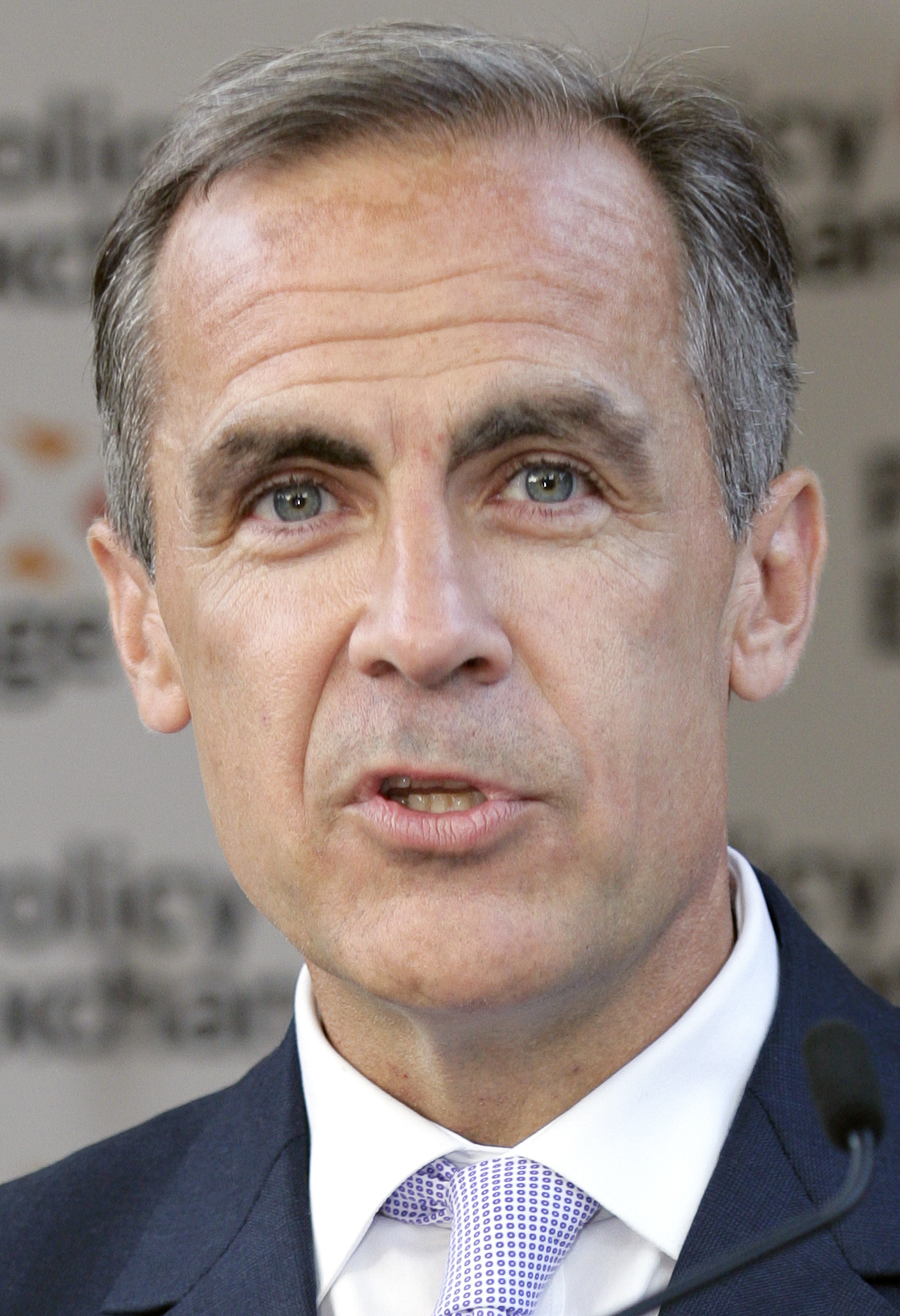
Kanada Mark Carney, premier
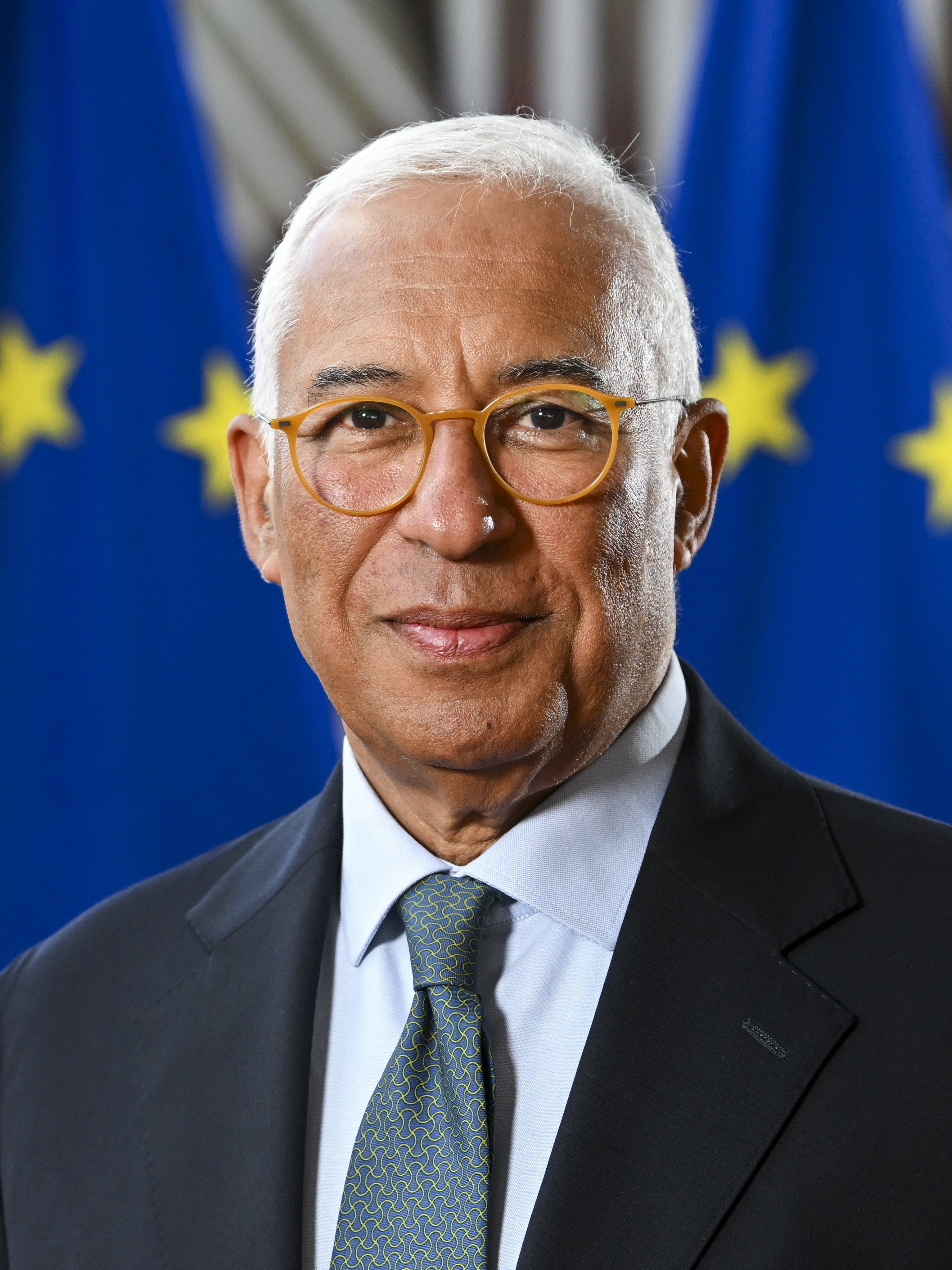
Unia Europejska António Costa Przewodniczący Rady Europejskiej
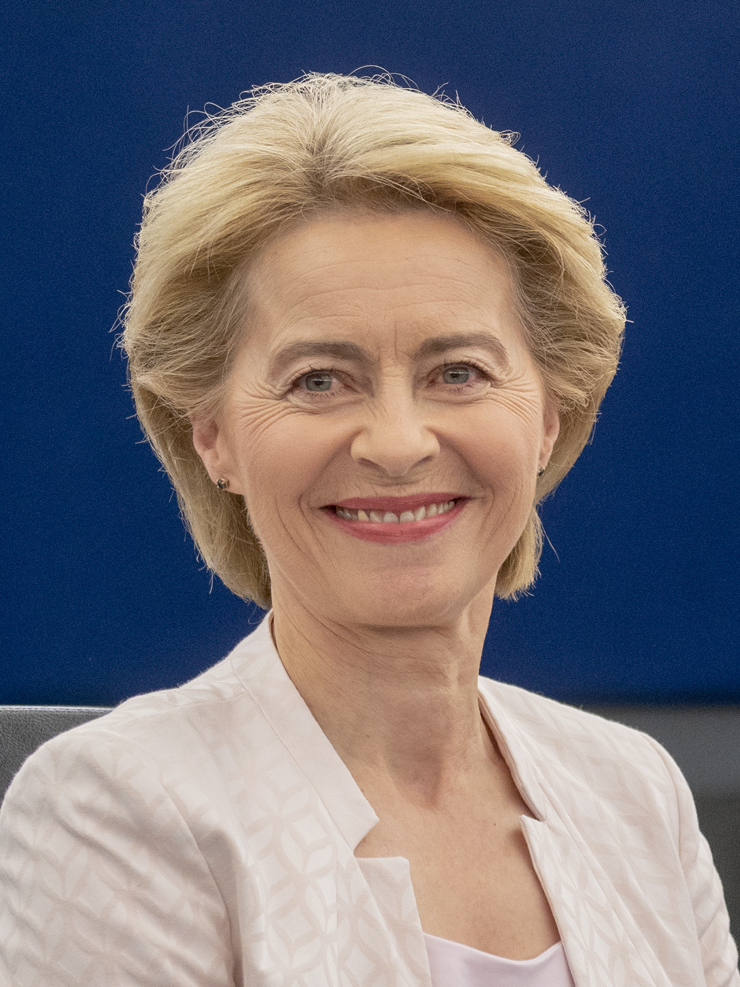
Unia Europejska Ursula von der Leyen Przewodnicząca Komisji Europejskiej